# Gerard Fane-Trefusis, 22. Baron Clinton

Wappen des Gerard Fane-Trefusis, 22. Baron Clinton

Gerard Nevile Mark Fane-Trefusis, 22. Baron Clinton (geborener Fane, * 7. Oktober 1934 in London; † 2. April 2024) war ein britischer Peer, Politiker und Großgrundbesitzer.

## Leben und Laufbahn
Er wurde 1934 mit dem Namen Gerard Nevile Mark Fane geboren und war das älteste Kind des Captain der Coldstream Guards Charles Nevile Fane (1911–1940), der 1940 in Belgien fiel. Seine Mutter war dessen Gattin Gladys Mabel Lowther (* 1908), Tochter des Sir Gerald Lowther, 1. Baronet. Er wurde in Gordonstoun erzogen.
Er leistete von 1953 bis 1955 Wehrdienst und absolvierte anschließend eine Ausbildung zum Grundstücksmakler. Später übernahm er die Verwaltung der umfangreichen familieneigenen Ländereien in Devon.
Sein Urgroßvater (Vater seiner Großmutter väterlicherseits) Charles Hepburn-Stuart-Forbes-Trefusis, 21. Baron Clinton hatte bei seinem Tod 1957 keine agnatischen Nachkommen, sodass dessen Adelstitel Baron Clinton in Abeyance gefallen war. Gerard Fane ließ als dessen Co-Erbe 1959 seinen Familiennamen durch Deed poll von „Fane“ zu „Fane-Trefusis“ ändern und petionierte um die Restitution der Baronie zu seinen Gunsten. Er war schließlich erfolgreich, so dass ihm am 18. März 1965 der Titel 22. Baron Clinton zuerkannt und er Mitglied des House of Lords wurde. 
Er wurde 1963 Friedensrichter für den Bezirk Bideford, ein Amt, das er bis 1983 ausübte. Von 1968 bis 1979 war er Mitglied im Rat des Prince of Wales und schließlich ab 1977 Deputy Lieutenant von Devon. Mit der Oberhausreform 1999 verlor er seinen erblichen Sitz im House of Lords.
Als er 2024 starb, hinterließ er aus seiner 1959 geschlossenen Ehe mit Nicola Harriette Purdon-Coote (* 1937) drei Kinder:
- Hon. Caroline Harriet Fane-Trefusis (* 1960), ⚭ 1995 Charles Fowle;
- Charles Patrick Rolle Fane-Trefusis, 23. Baron Clinton (* 1962), ⚭ 1992 Rosanna E. Izat;
- Hon. Henrietta Jane Fane-Trefusis (* 1964).